# Norrsjön (Selångers socken, Medelpad)
Norrsjön är en sjö i Sundsvalls kommun i Medelpad och ingår i Ljungans huvudavrinningsområde. Sjön har en area på 0,0669 kvadratkilometer och ligger 165,3 meter över havet. Sjön avvattnas av vattendraget Svartån.

## Delavrinningsområde
Norrsjön ingår i det delavrinningsområde (692376-155931) som SMHI kallar för Inloppet i Huljesjön. Medelhöjden är 219 meter över havet och ytan är 2,16 kvadratkilometer. Räknas de 5 avrinningsområdena uppströms in blir den ackumulerade arean 35,05 kvadratkilometer. Svartån som avvattnar avrinningsområdet har biflödesordning 3, vilket innebär att vattnet flödar genom totalt 3 vattendrag innan det når havet efter 52 kilometer. Avrinningsområdet består mestadels av skog (86 procent). Avrinningsområdet har 0,06 kvadratkilometer vattenytor vilket ger det en sjöprocent på 3 procent.